# NGC 321
NGC 321 é uma galáxia espiral barrada (SBcd) localizada na direcção da constelação de Cetus. Possui uma declinação de -05° 05' 09" e uma ascensão recta de 0 horas, 57 minutos e 39,2 segundos.
A galáxia NGC 321 foi descoberta em 27 de Setembro de 1864 por Albert Marth.